# Penijõgi
Penijõgi (est. Penijõgi) – rzeka w zachodniej Estonii. Rzeka wypływa z okolic miasta Lihula w gminie Lihula. Wpada do rzeki Kasari parę kilometrów na północ od wsi Penijõe na terenie Parku Narodowego Matsalu. Ma długość 11,1 km i powierzchnię dorzecza 59,5 km².